# Lenny Martinez
Pour les articles homonymes, voir Martinez.
Lenny Martinez, né le 11 juillet 2003 à Cannes, est un coureur cycliste français, membre de l'équipe Bahrain Victorious.

## Biographie

### Enfance et carrière amateur
Lenny Martinez est issu d'une famille de cyclistes : il est le fils de Miguel Martinez, le neveu de Yannick Martinez et le petit-fils de Mariano Martinez. Les trois l'entraînent à ses débuts. Il grandit à Garchizy, dans la Nièvre.
Évoluant particulièrement en cyclo-cross à ses débuts, il commence le cyclisme en 2017,,, et prend sa première licence au CC Varennes-Vauzelles.
Il est notamment deuxième du Championnat de Bourgogne-Franche-Comté junior en décembre 2019 derrière Romain Grégoire puis deuxième du championnat de France junior en 2021.
Cette même année, sur route, il est en mai troisième de la Classique des Alpes juniors remportée par le Belge Cian Uijtdebroeks. Il le devance en remportant la troisième étape du Tour du Valromey, épreuve qu'il termine à la troisième place du classement général. Martinez est ensuite troisième du championnat de France du contre-la-montre juniors puis de la course en ligne, deux épreuves remportées par Romain Grégoire. En septembre, il remporte une étape et le classement général du Giro della Lunigiana puis est troisième du championnat d'Europe sur route juniors gagné par Grégoire.
Il bénéficie à partir de 2021 du soutien de la structure dédiée aux coureurs juniors de la formation Groupama-FDJ tout en étant affilié au CC Varennes-Vauzelles. Il signe un contrat professionnel pour 2022 et 2023 avec la formation Continentale Groupama-FDJ.

### Carrière professionnelle

#### 2022 - 2024: premières années avec la Groupama-FDJ

##### 2022: débuts modestes
Pour sa première saison en tant que professionnel, Martinez participe à des épreuves avec l'équipe continentale mais intègre ponctuellement l'équipe première Groupama-FDJ.
C'est ainsi qu'en mars, il dispute sa première course avec la WorldTeam Groupama-FDJ, lors du Trofeo Laigueglia . En avril, il participe à sa première course par étapes seniors à l'occasion du Tour des Alpes, où il s'illustre en prenant la 14e place.
Fin mai 2022, il réalise son premier coup d'éclat chez les professionnels lors de la Mercantour Classic, faisant exploser le peloton sur les pentes de la Couillole avant de terminer l'épreuve à la 8e place.
C'est d'ailleurs à cette occasion que Lenny Martinez signe son futur contrat.
Il remporte ensuite le Tour de la Vallée d'Aoste puis, en juin, termine troisième du Tour d'Italie Espoirs. En août, il termine huitième du Tour de l'Avenir, une place un peu en deçà de ses objectifs.

##### 2023: maillot rouge sur le Tour d’Espagne

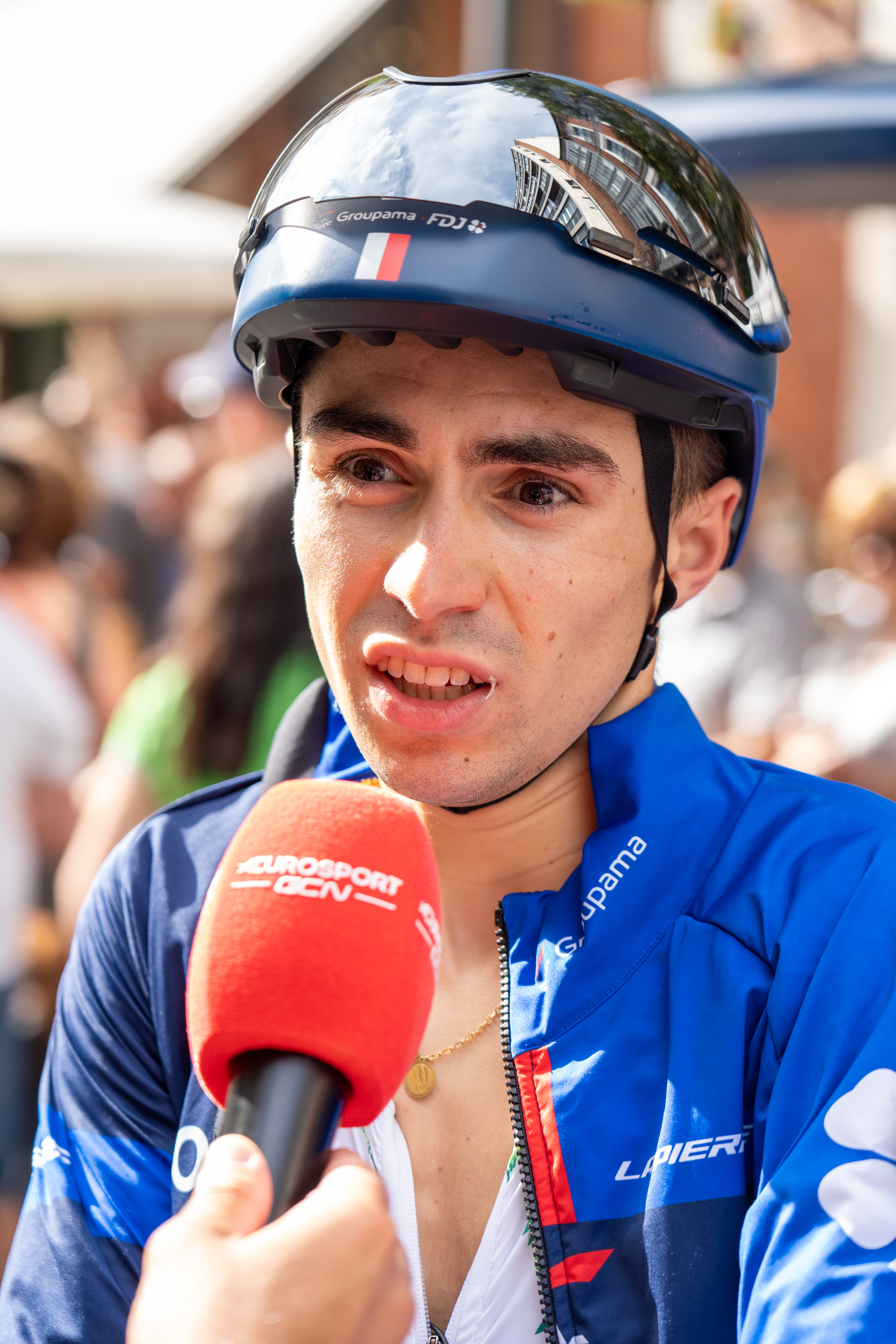
Lenny Martinez lors du Tour d'Espagne 2023.

Martinez rejoint en 2023 l'équipe première Groupama-FDJ, membre du World Tour. Il termine douzième du Tour de Catalogne, la première course par étapes du World Tour qu'il dispute. Il finit deuxième de l'édition 2023 de la Classic Grand Besançon Doubs, le 14 avril. Quatrième de la Mercan'Tour Classic Alpes-Maritimes, il participe en juin à son premier Critérium du Dauphiné. Initialement présent en tant que soutien de David Gaudu en montagne, celui-ci y est rapidement distancé, laissant à Martinez l'opportunité de s'étalonner par rapport aux meilleurs coureurs de cette course. Se distinguant positivement selon son directeur sportif Philippe Mauduit, Martinez termine 18e du classement général.
Le 13 juin, il remporte la CIC-Mont Ventoux, sa première victoire chez les professionnels. Lenny Martinez prend par la suite le départ du Tour de Pologne le 29 juillet. Il réussit lors des cinq premières étapes à suivre le rythme des favoris, pour se hisser à la septième place du classement général à l’issue de la cinquième étape. Incapable d’égaler les meilleurs lors du contre-la-montre de la sixième étape, il recule à la douzième place, position qu’il conserve jusqu’à la fin de l’épreuve.
Le 31 août, lors de sa première participation à un grand tour en tant que professionnel, il prend la 2e place de la sixième étape du Tour d'Espagne et revêt le maillot rouge de leader à l'issue de celle-ci. Il devient par la même occasion le deuxième plus jeune cycliste à porter un maillot de leader sur l'un des trois grands tours depuis 1904 à 20 ans et 51 jours, derrière Henri Cornet et ses 19 ans et 344 jours au Tour de France 1904. Il le perd deux jours plus tard, le 2 septembre, où il est lâché dans la montée finale. Primož Roglič remporte l'étape au sprint avec les favoris. Martinez est relégué à une minute du nouveau leader au général, Sepp Kuss, et est alors troisième au général et maillot blanc du meilleur jeune. Reculant à la cinquième place à l'issue du contre-la-montre, il est ensuite distancé dans l'ascension du col du Tourmalet lors de la treizième étape. Terminant à plus de huit minutes du vainqueur du jour Jonas Vingegaard, il sort des dix premiers du classement général.

##### 2024: confirmation

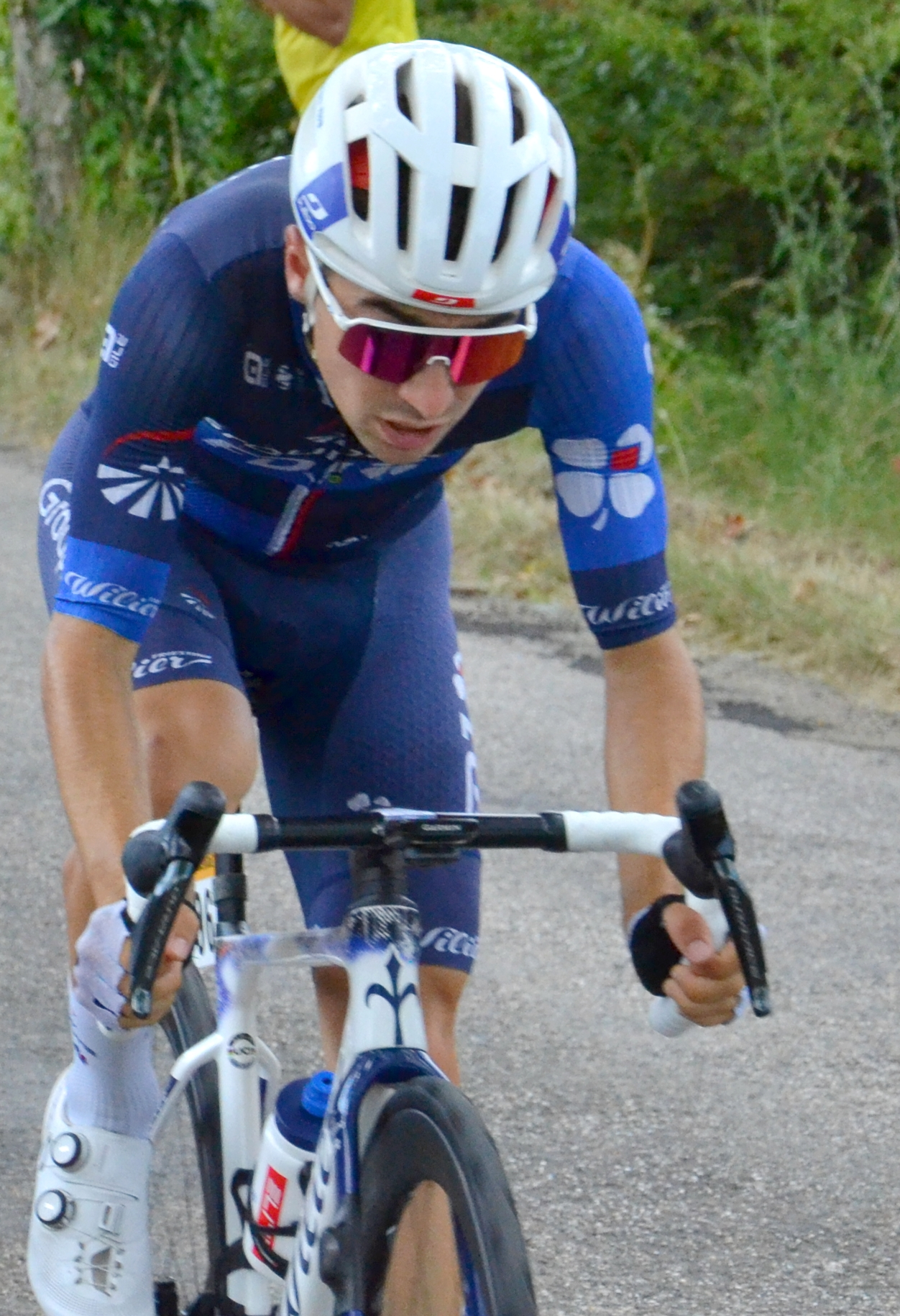
Lenny Martinez lors du Tour de France 2024.

Dès février, il s'adjuge sa deuxième victoire chez les professionnels, lors de la première édition de la Classic Var, dépassant sur la ligne d'arrivée Tobias Johannessen qui célèbre sa victoire trop tôt en levant le bras quelques mètres avant l'arrivée. Quelque temps après, il accroche la 2e place du Gran Camiño, derrière Jonas Vingegaard, mais devant le « revenant » Egan Bernal, ancien vainqueur du Tour 2019. À la fin du mois, il remporte en solitaire le Trofeo Laigueglia, devant Andrea Vendrame et Juan Ayuso, ayant réussi à distancer son dernier concurrent, Jan Christen, dans la descente du Colla Micheri,. Grâce à ces bons résultats, il obtient une place pour les Strade Bianche, où il décroche une solide 8e place.
Lors du Tour de Catalogne, en mars, il finit septième, manquant d'une seconde seulement le top 5, et six secondes derrière le quatrième, Aleksandr Vlasov. Il remporte cependant le classement du meilleur jeune.
Au départ du triptyque comtois, il remporte le 12 avril la Classic Grand Besançon Doubs après être sorti au pied de la côte de la Malate, à trois kilomètres de l'arrivée. Le surlendemain, il gagne le Tour du Doubs devant Clément Berthet. Il enchaîne ensuite sur le Tour de Romandie, où il termine huitième, légèrement en deçà de ses ambitions.
Le 29 mai, Martinez gagne en solitaire la Mercan'Tour Classic Alpes-Maritimes après avoir attaqué et distancé Clément Berthet sous la flamme rouge. Il prend par la suite part au Tour de Suisse, où il ne parvient pas à jouer le général, atteint par la maladie.
Alors qu'il devait prendre le départ du Tour d'Espagne pour la deuxième année consécutive, l'équipe Groupama-FDJ l'aligne finalement sur le Tour de France aux côtés de David Gaudu. Marquant le pas dès les premières étapes, il termine toutes les étapes dans les dernières positions, hormis sur les deux contre-la-montre individuels, avec un bon temps entre Nuits-Saint-Georges et Gevrey-Chambertin et une onzième place sur le chrono final à Nice.
L’équipe Bahrain Victorious officialise le 4 août le transfert de Lenny Martinez pour les trois saisons à venir, soit jusqu'à fin 2027,.

#### Depuis 2025: Bahrain-Victorious

##### 2025: victoires en World Tour
La saison 2025 de Martinez commence en Espagne à l'occasion du Grand Prix de Valence et du Tour de la Communauté valencienne. Il se classe 11e du classement général de la course par étapes en terminant dans le top 10 de l'étape reine, après avoir travaillé pour son coéquipier Santiago Buitrago. Il poursuit sa saison en France avec la Classic Var (où il se classe 8e) et le Tour des Alpes-Maritimes (3e) avant de participer à Paris-Nice. Après une 4e place sur la 4e étape, il remporte sa première victoire en World Tour le lendemain, à La Côte-Saint-André en Isère. Le lendemain, il est piégé dans un cassure et franchit la ligne d'arrivée avec 9 minutes de retard sur le vainqueur, le reléguant à près de 10 minutes au classement général. Il participe ensuite au Tour de Catalogne pour la troisième fois de sa carrière, et finit 5e à une minute de Primož Roglič le vainqueur. Il y décroche notamment deux 4e places, sur les 3e et 4e étapes,, et porte le maillot du meilleur jeune par procuration sur les deux dernières étapes, Juan Ayuso en tête de ce challenge annexe étant également leader du classement général. 
Il performe au Tour de Romandie en terminant deuxième de la 3e étape à Cossonay puis en remportant le lendemain l'étape reine avec arrivée en altitude à Thyon 2000, devançant João Almeida dans un duel au sommet d'une longue montée de 20 kilomètres. Il s'empare du maillot jaune à l'issue de cette étape, mais doit le céder à Almeida le lendemain, à la suite du contre-la-montre final de Genève : il termine sur le podium à la 2e place.

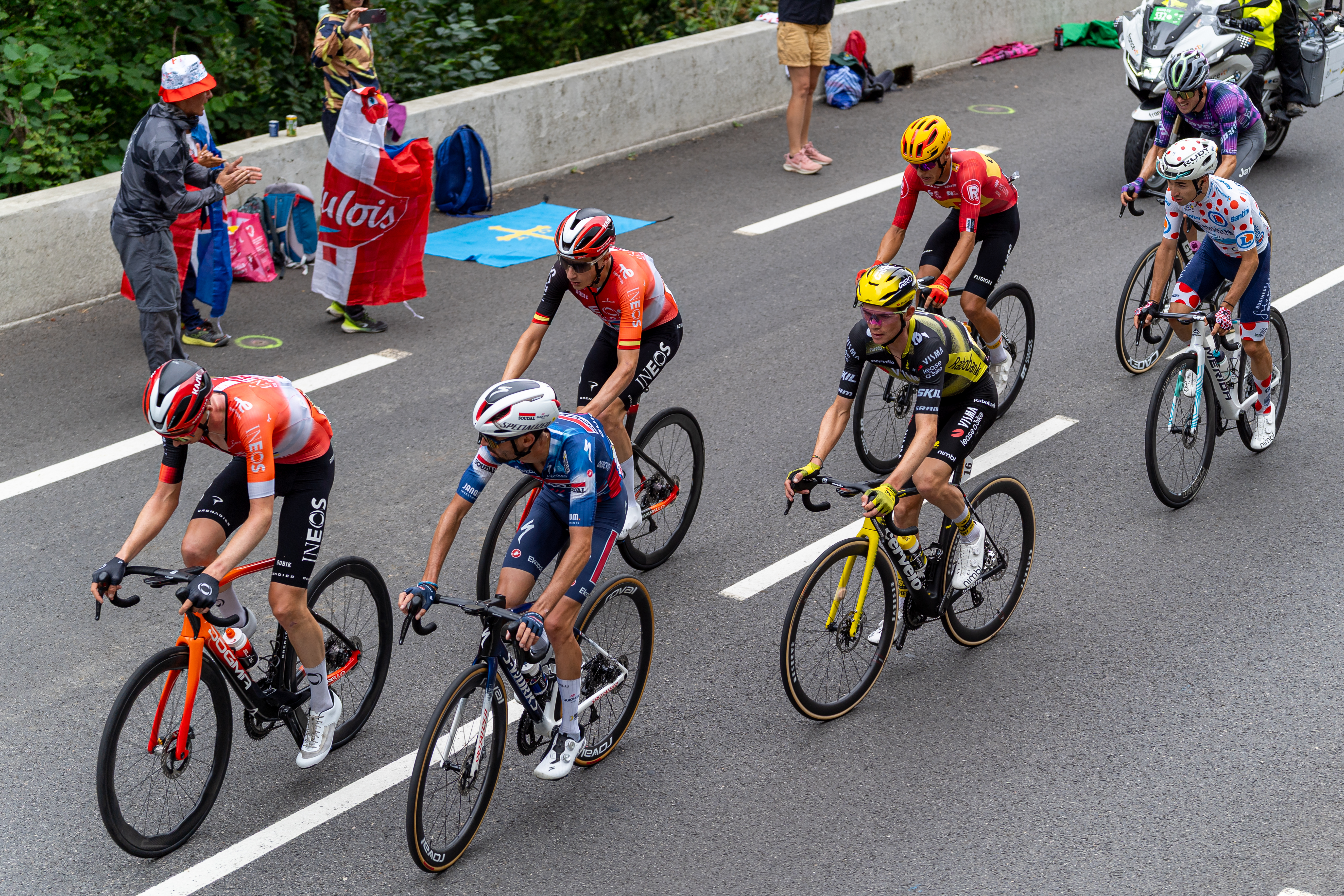
Lenny Martinez (à droite avec le maillot à pois) avec l'échappée durant l'ascension de Peyresourde lors de la 14e étape.

Sur le critérium du Dauphiné, il vise le général mais perd du temps, notamment sur la 7e étape. Participant à l'échappée de la 8e et dernière étape, il se détache à 8 km de l'arrivée et remporte en solitaire sa troisième victoire en World tour de l'année. Abordant le Tour de France avec l'objectif d'une victoire d'étape voire du maillot à pois, il est distancé et dernier de la première étape. Davantage en forme par la suite, il est dernier coureur échappé dans la quatrième étape repris par le peloton, ce qui lui vaut le prix de combatif du jour. Quelques jours plus tard, il récidive et s'empare de la tunique à pois rouge lors de la 10e étape. Encore, à l'occasion des 12e et 14e étapes, il renforce son avance en prenant l'échappée, passant notamment en tête du mythique col du Tourmalet. A la lutte pour le classement de la montagne, Martinez se révèle trop inconstant pour empêcher Tadej Pogačar et Jonas Vingegaard, respectivement premier et deuxième du classement général, de le surclasser et de le déposséder de son maillot à pois. Il termine le Tour troisième du classement de la montagne derrière ces  derniers.

## Caractéristiques
Lenny Martinez se définit comme un grimpeur et ambitionne d'être performant à terme sur les grands tours. Son entraîneur Benoît Vaugrenard souligne ses capacités dans les ascensions à fort pourcentage. Selon Nicolas Boisson, son entraîneur à la Continentale Groupama-FDJ, Martinez est un « pur grimpeur » au potentiel rarement vu auparavant au sein de son équipe.
Il a notamment impressionné son entourage lors de stages d'entraînement ; Il réalise en test 6,7 W/kg sur 20' début 2021 alors qu'il n'a que 17 ans.

## Palmarès sur route

### Palmarès amateur
- 2021
  - 3e étape du Tour du Valromey
  - Giro della Lunigiana :
    - Classement général
    - 3e étape

  -  Médaillé de bronze du championnat d'Europe sur route juniors
  - 3e de la Classique des Alpes juniors
  - 3e du Tour du Valromey
  - 3e du championnat de France sur route juniors
  - 3e du championnat de France du contre-la-montre juniors
- 2022
  - Classement général du Tour de la Vallée d'Aoste
  - 4e et 6e étapes de la Ronde de l'Isard
  - 3e du Tour d'Italie espoirs

### Palmarès professionnel
- 2023
  - CIC-Mont Ventoux
  - 2e de la Classic Grand Besançon Doubs
- 2024
  - Classic Var
  - Trofeo Laigueglia
  - Classic Grand Besançon Doubs
  - Tour du Doubs
  - Mercan'Tour Classic Alpes-Maritimes
  - 2e du Gran Camiño
  - 7e du Tour de Catalogne
  - 8e des Strade Bianche
  - 8e du Tour de Romandie
- 2025
  - 5e étape de Paris-Nice
  - 4e étape du Tour de Romandie
  - 8e étape du Critérium du Dauphiné
  - 2e du Tour de Romandie
  - 3e du Tour des Alpes-Maritimes
  - 4e de la Flèche wallonne
  - 5e du Tour de Catalogne

### Résultats sur les grands tours

#### Tour de France
2 participations
- 2024 : 124e
- 2025 : 79e

#### Tour d'Espagne
1 participation
- 2023 : 24e,  maillot rouge pendant 2 jours

### Résultats sur les courses par étapes
Ce tableau présente les résultats de Lenny Martinez sur les courses par étapes de l'UCI World Tour hors Grands Tours auxquelles il a participé.
| AB | Abandon | HD | Hors-délais | - | Pas de participation | X | Pas d'épreuve |

| Année | Paris-Nice | Tour de Catalogne | Tour de Romandie | Tour de Suisse | Critérium du Dauphiné | Tour de Pologne |
| ----- | ---------- | ----------------- | ---------------- | -------------- | --------------------- | --------------- |
| 2023  | -          | 12e               | 28e              | -              | 18e                   | 12e             |
| 2024  | -          | 7e                | 8e               | 32e            | -                     | -               |
| 2025  | 24e        | 5e                | 2e               | -              | 28e                   |                 |

### Classements mondiaux
| Année                                 | 2022 | 2023 | 2024 |
| ------------------------------------- | ---- | ---- | ---- |
| Classement mondial                    | 451e | 99e  | 62e  |
| UCI Europe Tour                       | 358e | 81e  | 51e  |
|                                       |      |      |      |
| Légende : nc = non classéSource : UCI |      |      |      |

## Palmarès en cyclo-cross
- 2020-2021
  - 2e du championnat de France de cyclo-cross juniors